# A&E
A&E — американский кабельный и спутниковый телеканал, который, помимо США, также транслируется в Канаде, Австралии и Латинской Америке. Изначально называвшийся Arts & Entertainment Network канал был запущен 1 февраля 1984 года в США и Канаде. В мае 1995 года канал был официально переименован в A&E Network, чтобы он перестал ассоциироваться с высоким искусством. С тех пор канал стал более успешным благодаря различным реалити-шоу и драматическим мини-сериалам, произведённым совместно с Великобританией, таким как «Гордость и предубеждение», «Эмма», «Джейн Эйр», «Долгота», «Затерянный мир», «Виктория и Альберт», «Великолепные Эмберсоны» и «Наполеон». Начиная с 2002 года, канал направил своё внимание на привлечение более молодой аудитории и регулярно начал выпускать различные телефильмы и программы на острые темы, а также сериалы, такие как «Болота».